# Amyloplast
Amyloplast är involverade i syntetiseringen och långtidslagringen av stärkelse i frö och andra lagringsorgan såsom potatis.